# Новая Кузурба
Новая Кузурба — деревня в Ужурском районе Красноярского края России. Входит в состав Ильинского сельсовета.

## География
Деревня расположен в 27 км к югу от районного центра Ужур.

## Население
| 2010 |
| ---- |
| 207  |